# Мисс США 1969
Мисс США 1969 (англ. Miss USA 1969) — 18-й конкурс красоты Мисс США прошедший 24 мая 1969 года, в Майами, Флорида. Победительницей конкурса стала Уэнди Даском из штата Виргиния

## Результаты
| Итоговое место | Участница |
| -------------- | --- |
| Мисс США 1969  | - Виргиния — Уэнди Даском |
| 1-я Вице Мисс  | - Вермонт — Мэри Вердиана |
| 2-я Вице Мисс  | - Южная Каролина — Ева Энгл |
| 3-я Вице Мисс  | - Аризона — Рут Хейс |
| 4-я Вице Мисс  | - Калифорния — Троас Хэйз |
| Полуфиналистки | - Алабама — Хитси Парнелл - Колорадо — Сьюзан Хоукинс - Коннектикут — Элизабет Вандерман - Флорида — Мария Хункера - Гавайи — Стефани Кинтана - Невада — Карен Эсслингер - Нью-Мексико — Мэри Гард - Нью-Йорк — Розмари Градек - Техас — Санде Дрюс - Вашингтон — Дебора Гиберсон |

### Специальные награды
| Награда              | Участница                   |
| -------------------- | --------------------------- |
| Мисс Конгениальность | - Вермонт – Мэри Вердиана   |
| Мисс Фотогеничность  | - Колорадо – Сьюзан Хоукинс |

## Штаты-участницы
| - Алабама — Хитси Парнелл - Аляска — Линда Роули - Аризона — Рут Хейс - Арканзас — Леонетт Рид - Калифорния — Троас Хэйз - Колорадо — Сьюзан Хокинс - Коннектикут — Элизабет Вандерман - Делавэр — Марша Стоппель - Вашингтон (округ Колумбия) — Шелли Госман - Флорида — Мария Хункера - Джорджия — Джуди Лайонс - Гавайи — Стефани Кинтана - Айдахо — Карен Толл - Иллинойс — Кристин Джаллоуэй - Индиана — Линда Смит - Айова — Бекки Стоунер - Канзас — Мэри МакГугин - Кентукки — Регина Прайор - Луизиана — Патрисия Дюпре - Мэн — Элейн Болдук - Мэриленд — Ардис Фаулер - Массачусетс — Марта Коули - Мичиган — Лиза Бреннер - Миннесота — Лорин Дарлинг - Миссисипи — Роуз Мари Рэй - Миссури — Черри Хофманн | - Монтана — Кристина Джовин - Небраска — Мэрили Пул - Невада — Карен Эсслингер - Нью-Гэмпшир — Дороти Коннерс - Нью-Джерси — Нэнси Фромель - Нью-Мексико — Мэри Гард - Нью-Йорк — Розмари Градек - Северная Каролина — Фэй Басс - Северная Дакота — Бикки Бенц - Огайо — Марлинн Синглтон - Оклахома — Дебора Федерсон - Орегон — Карен Мортон - Пенсильвания — Марлен Вон - Род-Айленд — Донна Льюис - Южная Каролина — Ева Энгл - Южная Дакота — Мэри Бергрен - Теннесси — Сьюзи Ричардсон - Техас — Санде Дрюс - Юта — Энн Мюллер - Вермонт — Мэри Вердиана - Виргиния — Уэнди Даскомб - Вашингтон — Дебора Гиберсон - Западная Виргиния — Бетти Гриммер - Висконсин — Кристин Сачен - Вайоминг — Пэм Льюис |